# Engel Christine Westphalen

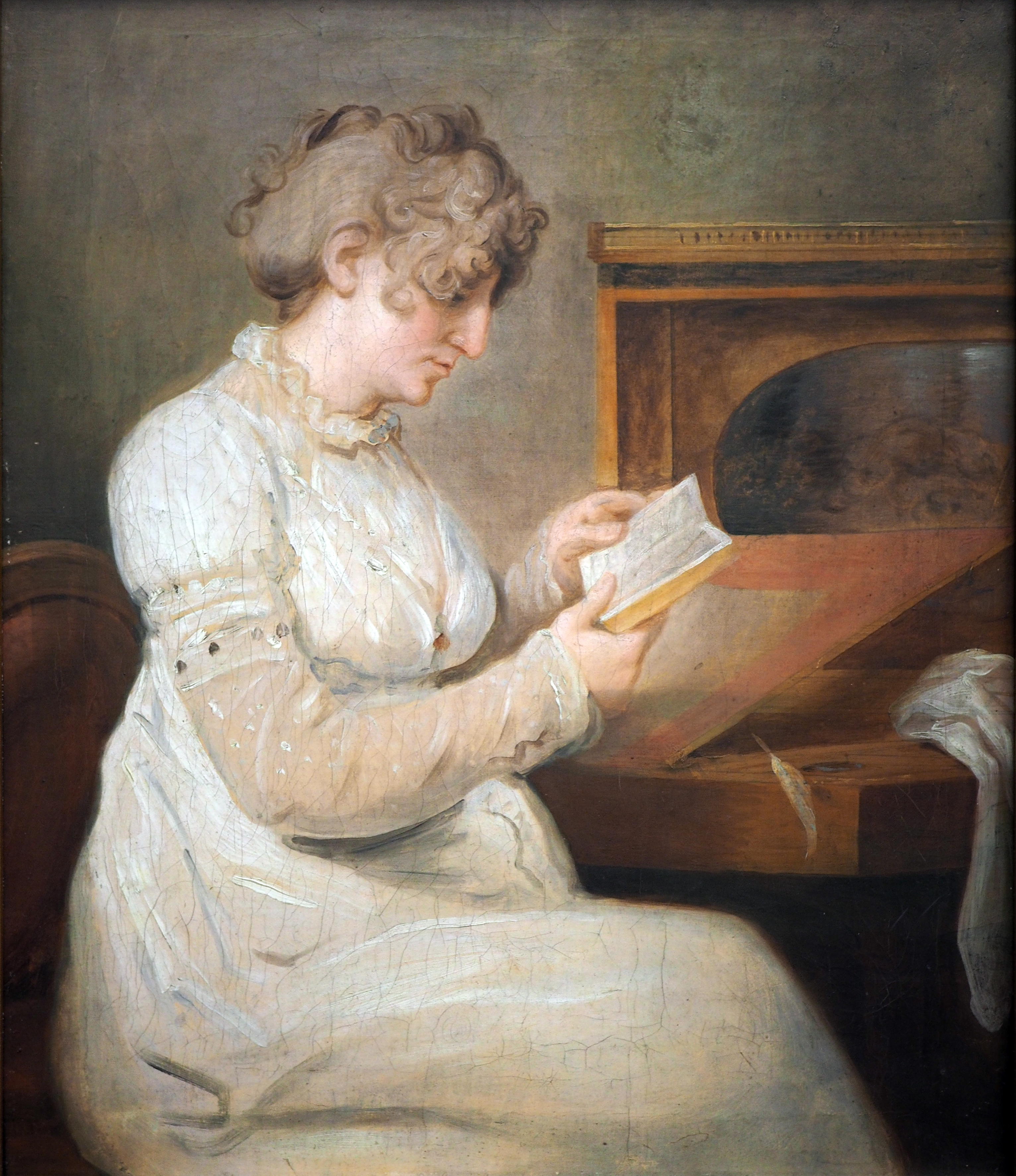
Engel Christine Westphalen. Gemälde von Johann Heinrich Wilhelm Tischbein, Hamburger Kunsthalle

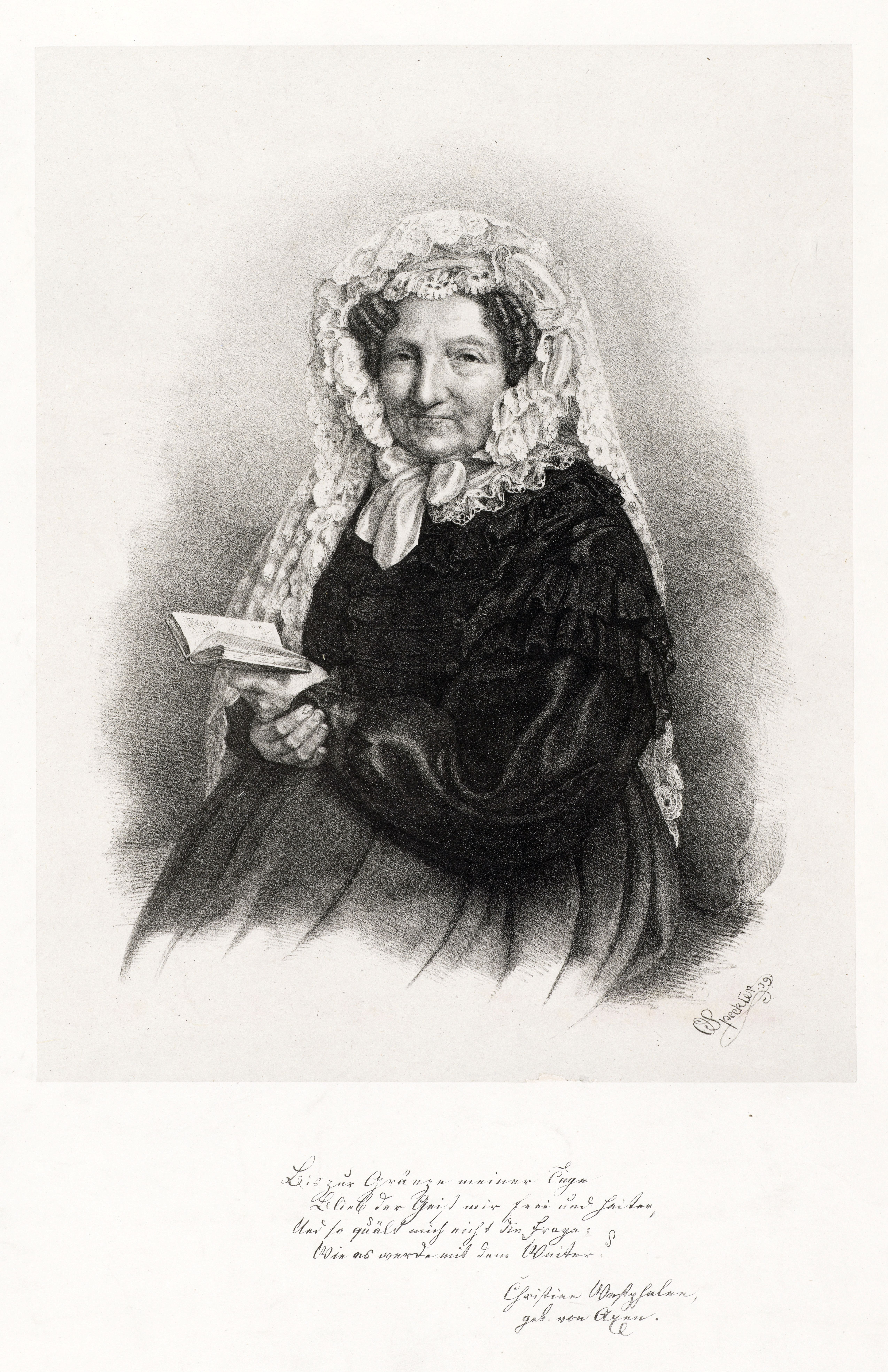
Engel Christine Westphalen. Lithografie von Otto Speckter, 1839, Staats- und Universitätsbibliothek Hamburg

Engel Christine Westphalen (auch Engeline; geb. von Axen; * 8. Dezember 1758 in Hamburg; † 10. Mai 1840 ebenda) war eine deutsche Schriftstellerin.

## Leben
Engel Christine Westphalen wurde als zehntes von elf Kindern des wohlhabenden Kaufmanns und Bürgerkapitäns Jacob von Axen und der Catharina Maria, geb. Albers in Hamburg geboren. Von ihren älteren Brüdern trat Otto von Axen hervor. Von ihren Eltern erhielt sie eine sorgfältige und gute Erziehung. Schon früh interessierte sie sich für Sprachen, Kunst und die Wissenschaften und begann zu dichten. Unterstützt wurde sie dabei vor allem vom Beichtvater ihrer Mutter, Christoph Christian Sturm.
Am 4. August 1785 heiratete sie den Kaufmann und späteren Senator Johann Ernst Friedrich Westphalen. Aus der Ehe gingen fünf Kinder hervor, von denen ein Sohn und zwei Töchter überlebten. Das Haus der Familie wurde in den folgenden Jahren zum Mittelpunkt der wichtigsten Persönlichkeiten Hamburgs und regelmäßig u. a. von Gerhard Anton Gramberg, Gerhard Anton von Halem, Johann Georg Büsch, Johann Heinrich Wilhelm Tischbein und Johann Gottfried Gurlitt besucht. Vor allem während der Französischen Revolution stellte es zudem einen Sammelplatz für französische Flüchtlinge dar. Louis Philippe von Orléans, der spätere König Frankreichs, besuchte ihr Haus ebenso wie Charles-François Dumouriez und der Kronprinz Bernadotte. Ihr erfolgreiches Revolutionsdrama um Charlotte Corday, die Mörderin Jean Paul Marats, mag durch die Kontakte zu den französischen Flüchtlingen inspiriert worden sein.
Erste Dichtungen veröffentlichte Engel Christine Westphalen unter dem Pseudonym „Angelika“ in Halems Zeitschrift Irene. Spätere Werke und auch ihre beiden Dramen Charlotte Corday und Petrarca erschienen anonym, bevor sie 1809 unter ihrem eigenen Namen zu veröffentlichen begann. Im Jahr 1812 unternahm sie mit ihrem Mann und der jüngsten Tochter eine Reise durch Deutschland und die Schweiz. Sie machte die persönliche Bekanntschaft mit Johann Joachim Eschenburg, Christoph Martin Wieland, Samuel Thomas von Soemmerring, Joseph von Bechtolsheim, Johanna Schopenhauer und Caroline Pichler, mit denen sie teilweise auch Briefwechsel führte. Das Entsetzen über die Zerstörungen im eigenen Land nach ihrer Rückkehr aus der Schweiz verarbeitete sie in ihrem Gedichtband Gesänge der Zeit. Engel Christine Westphalen erhielt am 10. Oktober 1815 die der Bürgertugend gewidmete goldene Gedenkmünze der Stadt Hamburg für ihr wohltätiges Engagement. Sie unterstützte zeit ihres Lebens verschiedene Wohltätigkeitsstiftungen und gab z. B. den Ertrag ihres Werkes Gesänge der Zeit, der 580 Taler betrug, an einen Frauenverein. Im Jahr 2024 wurde der Westphalensweg in Hamburg ihr zugewidmet. Ursprünglich war der Weg nur nach ihrem Nachfahren Adolph Libert Westphalen benannt.

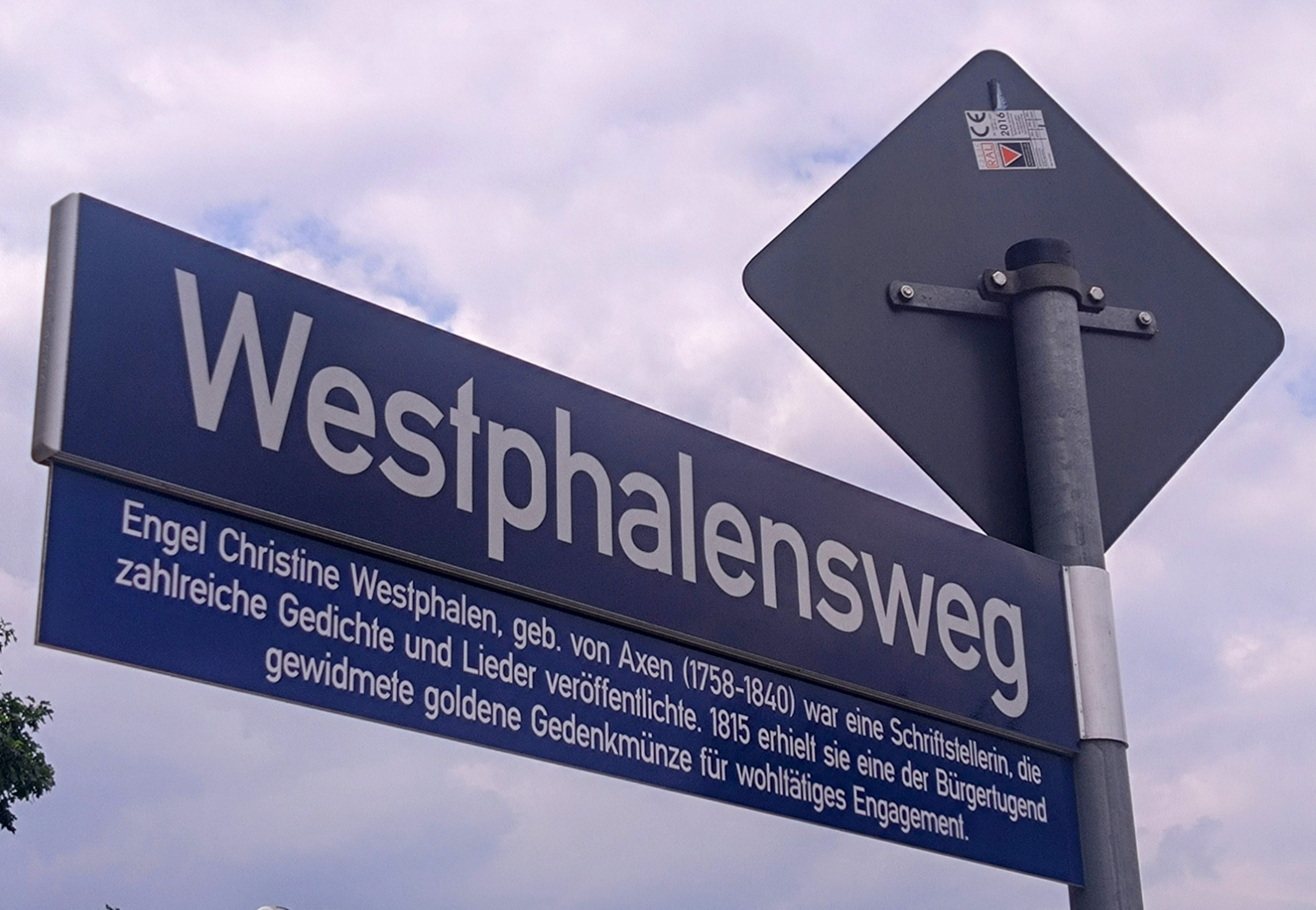

Im hohen Alter stand sie im regelmäßigen Kontakt zu den bedeutendsten Männern Hamburgs, wie Johann Diederich Gries, Friedrich Sieveking, Caspar Voght und Heinrich Hübbe. Engel Christine Westphalen starb mit 81 Jahren in Hamburg. In ihrem Nachlass fanden sich zahlreiche Manuskripte, unter anderem ein Tagebuch und ein Kochbuch, welches posthum veröffentlicht wurde.

## Werke
- Christine (von Axen) Westphalen: Charlotte Corday. Tragödie in 5 Akten mit Chören. Benjamin Gottlob Hoffmann, Hamburg 1804 (Digitalisat [abgerufen am 17. April 2017]).
- Christine (von Axen) Westphalen: Petrarca. Ein dramatisches Gedicht in 5 Akten. Benjamin Gottlob Hoffmann, Hamburg 1806 (Digitalisat [abgerufen am 17. April 2017]).
- Gedichte, in drei Bänden
  - Christine Westphalen, geb. von Axen: Gedichte. Band 1. Benjamin Gottlob Hoffmann, Hamburg 1809 (Digitalisat [abgerufen am 17. April 2017]).
  - Christine Westphalen, geb. von Axen: Gedichte. Band 2. Benjamin Gottlob Hoffmann, Hamburg 1809 (Digitalisat [abgerufen am 17. April 2017]).
  - Christine Westphalen, geb. von Axen: Gedichte. Kleinere Gedichte, Denkmäler, Elegien und Idyllen. Band 3. Benjamin Gottlob Hoffmann, Hamburg 1811 (Digitalisat [abgerufen am 17. April 2017]).
- Christine Westphalen, geb. von Axen: Gesänge der Zeit. Ein dramatisches Gedicht in 5 Akten. Benjamin Gottlob Hoffmann, Hamburg 1815 (Digitalisat [abgerufen am 17. April 2017]).
- Neuere Gedichte. 4 Bände. Meissner, Hamburg 1835.
- Erbauuungslieder. Weiblicher Verein für Arme und Kranke, Hamburg 1835.

## Porträts
- Johann Heinrich Wilhelm Tischbein (1751–1829), Engel Christine Westphalen, Öl auf Leinwand, 41 × 34 cm, Hamburger Kunsthalle.
- Jean-Laurent Mosnier (1743–1808), Engel Christine Westphalen, Öl auf Leinwand, 244 × 159 cm (Bild), 1800, Hamburger Kunsthalle, Digitalisat
- Otto Speckter (1807–1871), Engel Christine Westphalen, Lithografie, 33 × 26 cm, Blattgröße 56 × 37 cm, 1839, Staats- und Universitätsbibliothek Hamburg